# Der Glockenturm
Der Glockenturm (Originaltitel: The bell-tower) ist eine Kurzgeschichte von Herman Melville. Sie erschien 1855 in Putnam’s Monthly Magazine und 1856 als Teil der Piazza-Erzählungen (Originaltitel: The Piazza Tales).

## Kurzbeschreibung
In einer wohlhabenden italienischen Stadt errichtet ein ehrgeiziger Ingenieur einen imposanten Glockenturm mit einem innovativen Uhrwerk, dessen mechanischer Stundenschläger dann aber den Schöpfer richtet, der im Rahmen seiner Arbeit zuvor einen Totschlag beging.

## Inhalt
Der Mechaniker Bannadonna baut in einer norditalienischen Hauptstadt einen dreihundert Fuß hohen Turm, der nach dem Willen der Obrigkeit zum „herrlichsten Glockenturm ganz Italiens“ werden soll. Bei der Fertigung der reich geschmückten Staatsglocke kommt es aufgrund menschlichen Versagens beinahe zu einer Katastrophe. Den Hauptverantwortlichen dafür erschlägt Bannadonna mit einem schweren Gießlöffel, der dabei entzweigeht. „Ein Bruchstück […] fiel in die siedende Masse und wurde sogleich eingeschmolzen.“ Den so entstehenden Materialfehler in der Glocke vertuscht Bannadonna nach dem Totschlag, den die Obrigkeit als einen „plötzlichen Ausbruch künstlerischer Leidenschaft“ entschuldigt.
Die Einweihung des eigentlichen Turms verläuft reibungslos, der Glockenstuhl ist aber noch nicht fertig. Statt eines fehlbaren Menschen soll eine „selbstbewegliche Figur“ als Stundenwärter die Uhrglocke schlagen: Bei diesem mechanischen Stundenwärter, von Bannadonna „scherzhaft“ Haman genannt, handelt es sich um eine Gliederfigur mit keulenförmigen Armen. Der in einer Art Schilderhaus in einer Ecke des Glockenstuhls untergebrachte Haman soll aus seinem Verschlag herauskommen, wenn er die Stunde zu schlagen hat, „auf einer Schiene entlanggleiten wie die Eisenbahn, mit erhobenen Handfesseln bis zur Uhrglocke gehen“. An der Uhrglocke sind metallene Figuren angebracht: die in Mädchengestalt verkörperten Stunden.
Am Tag der Einweihung des Glockenstuhls, der auf dem Turm sitzt wie ein Vogelhaus auf einer abgesägten Kiefer, bleibt der feierlich angekündigte erste Stundenschlag jedoch aus. Die Ratsherrn stürmen zum Glockenstuhl hinauf. „Bannadonna lag bäuchlings in seinem Blute“ zwischen der Verkörperung der Stunde Una, deren unheilverkündend lächelndes Antlitz als „dem der Prophetin Debora“ gleichend bei einer Vorab-Besichtigung von den Ratsherrn kritisiert worden war, und Haman, der lautlos auf den zuvor von Bannadonna sorgfältig geölten Schienen herangeglitten war, während Bannadonna am kritisierten Antlitz der Stunde Una bis zum letzten Moment feilte. „Als echter Künstler ging er gänzlich darin auf“ und hörte den herangleitenden Haman nicht: Haman traf statt der Una-Figur „stumpfsinnig den vor der Glocke aufragenden Schädel Bannadonnas, der ihm den Rücken zukehrte“, so Melville: „Der fallende Körper hinderte das Ding an seiner Rückkehr; und so blieb es, über Bannadonna geneigt, stehen, als flüstere es ihm irgend etwas Schreckliches ins tote Ohr.“ In derselben Nacht wird der mörderische Haman-Apparat „heimlich herabgeholt, an den Strand gebracht und weit draußen im Meer versenkt.“
Zum Staatsbegräbnis für den verunglückten Bannadonna soll die Staatsglocke geschlagen werden, „die nämlich, deren Guß durch die Unbesonnenheit des unglücklichen Arbeiters gefährdet worden war“. Allerdings entströmt der fehlerhaften Glocke „nur ein gebrochener, kläglicher Laut“. Und da der schwere Gießlöffel, mit dem Bannadonna den Arbeiter erschlug, ausgerechnet an „einer kleinen Stelle im Henkel“ schmolz und dort für eine Materialschwäche sorgte, reißt sich die Staatsglocke „seitlich von ihrer Befestigung los“, reißt den Glockenstuhl seitlich ein, fällt „senkrecht dreihundert Fuß hinab auf den weichen Rasen, wo sie sich, umgekehrt, bis zur halben Höhe eingrub.“ Ein Jahr später stürzt der Großteil des restlichen Turms bei einem Erdbeben um: „Die steinerne Kiefer mit ihrem Vogelhaus lag gefällt auf der Ebene.“ Es folgt ein Verfall der „einst mit Fresken reich geschmückten Hauptstadt“ und von Bannadonnas Turm bleibt nur „ein Gegenstand, der, von weitem gesehen, dem schwarzen bemoosten Stumpf einer gewaltigen Kiefer ähnelt“.

## Textanalyse
Bei Der Glockenturm handelt es sich um eine auktorial erzählte Kurzgeschichte. Ort der Handlung ist die Hauptstadt eines nahe der Seealpen gelegenen italienischen Staates, der wegen seiner Nähe zum Meer zeitweilig vom Levante-Handel profitierte. Die Handlung spielt zu einer Zeit, wo Uhren bereits weit genug verbreitet waren, dass am Tag der Glockenstuhl-Eröffnung die „Stundenzeiger von tausend Uhren“ zum Uhrenvergleich herangezogen werden können. Die erzählte Zeit umfasst die mehrere Monate andauernde Turm-Bauzeit sowie „einige Monate, in denen sich Bannadonna noch mehr als sonst von der Außenwelt abschloß“ und der Turm-Uhr widmet.

### Themen
Machbarkeitswahn
Der Turm des Bannadonna wird als „titanenhaft“ bezeichnet, die Grundsteinlegung mit der des Turmbaus zu Babel verglichen. Bannadonna will mit dem Turmbau die Natur „überwinden und beherrschen“, scheitert jedoch: Es gehorcht der mechanische „blinde Sklave seinem blinderen Herrn; doch, indem er ihm gehorchte, erschlug er ihn. So wurde der Schöpfer von seinem Geschöpf getötet“, stellt Melville am Schluss der Kurzgeschichte fest: „Und so kam Hochmut vor dem Fall.“
Recht und Gerechtigkeit
Bannadonna hat einen fehlerhaften Menschen erschlagen, als dieser die Staatsglocke ruinierte, und wird davon von der Obrigkeit nicht belangt. Bannadonna wiederum wird als fehlerhafter Mensch von einer perfekt konstruierten Maschine erschlagen, als er die Uhrglocke um der Schönheit willen repariert: Die Figur, die die erste Stunde verkörpert, trägt das Gesicht der alttestamentarischen Richterin Debora. Auch Bannadonnas Staatsbegräbnis endet in einer Katastrophe: Aufgrund des vertuschten Totschlags reißt die Staatsglocke an ihrer schwächsten Stelle, nämlich „da, wo Menschenblut sie befleckt hatte.“

### Figuren
- Bannadonna: Er ist von zweifelhafter Herkunft, nämlich ein Findling.[2] Niemand in Europa übertrifft ihn „an kühner Entschlossenheit“,[2] wodurch er aber letztlich als „ein hoffnungsloses Opfer der absurden Hirngespinste seines Zeitalters“[5] endet: „Als praktischer Materialist strebte Bannadonna danach, sein Ziel […] einfach mit Schraubstock und Hammer zu erreichen“,[18] bekundet Melville: „Für ihn verrichtete gesunder Menschenverstand Wunder, war Mechanik ein Mirakel, war Prometheus der heroische Name für einen Maschinenbauer, war der Mensch der wahre Gott.“[7] Für den „zynischen Eigenbrötler“[12] folgt daraus nicht nur die Verachtung der dumpfen Massen: Auch den mächtigen patrizischen Ratsherrn gegenüber verbirgt Bannadonnas demütige Miene nur „den Anschein einer sardonischen Verachtung“.[12] Ganz verbergen kann Bannadonna diese Verachtung jedoch nicht. Ein Ratsherr stellt hinsichtlich Bannadonnas fest, „gerade in dem Augenblick, da er so hochmütig antwortete, glich sein Gang dem Siseras, Gottes eitlem Feind“[19] und Schlachtengegner der Richterin Debora.
- Haman: Dieser Roboter hat seinen Namen entweder von dem biblischen Haman, der am eigenen Galgen endet und zu dessen Missbilligung im Purim-Gottesdienst bei jeder Namensnennung die Fußsohle den Boden schlägt. Oder aber, der Name dieses Roboters spielt auf die englischsprachigen Worte human oder half-man an.[20] Entsprechend seiner Aufgabe ist Haman ein gefühlloser Apparat, der nach Tötung seines Schöpfers „wie Jael über dem vom Nagel durchbohrten Sisera“[21] hängt.

## Nachwirkung
Melvilles Kurzgeschichte diente als Vorlage für die Kammeroper The Bell Tower (op. 153)  von Ernst Krenek (1955–1956; Uraufführung 1957).

## Deutschsprachige Textausgaben (Auswahl)
- Herman Melville: Der Glockenturm. In: Herman Melville: Meistererzählungen. (=detebe-Klassiker. Band 22435). Aus dem Amerikanischen von Günther Steinig. Diogenes, Zürich 1993. ISBN 3-257-22435-4. S. 322–346.
- Herman Melville: Der Glockenturm. In: Herman Melville: Piazza-Erzählungen. (=Klassiker der Literatur und der Wissenschaft. Band 106/107). Übersetzt von Wilhelm E. Süskind und Hans Studniczka. Rowohlt, Reinbek bei Hamburg 1962. S. 251–268.